# Cartosat 2D
Cartosat 2D – satelita obserwacji Ziemi należący do Indyjskiej Organizacji Badań Kosmicznych, piąty satelita serii Cartosat-2. Wystrzelony został 15 lutego 2017 z Centrum Kosmicznego Satish Dhawan w stanie Andhra Pradesh na pokładzie rakiety PSLV-XL. Oprócz satelity rakieta wyniosła również indyjskie nanosatelity INS-1A oraz INS-1B oraz 101 nanosatelitów zbudowanych w Stanach Zjednoczonych, Izraelu, Niemczech, Belgii, Holandii, Kazachstanie, Szwajcarii i Zjednoczonych Emiratach Arabskich.
Głównymi instrumentami satelity są:
- Kamera panchromatyczna o rozdzielczości poniżej 1 m i szerokości pasa detekcyjnego 10 km[2][3].
- Skaner wielospektralny[2].

Satelita ma na celu zbieranie danych niezbędnych do aktualizacji map, planowania infrastruktury wiejskiej i miejskiej, monitorowania wybrzeży i obszarów zużycia wody.